# Szent Márton és Szent István-dóm (Mainz)
A mainzi dóm a mainzi római-katolikus egyházmegye püspöki temploma és Szent Márton a patrocíniuma. A keleti szentély ugyanakkor Szent István vértanúnak. A székesegyház egyike az ún német császárdómoknak, az épület mai formájában háromhajós román stílusú bazilika, amelyet a kibővítések során gótikus és barokk részletekkel is gazdagítottak.

## Története

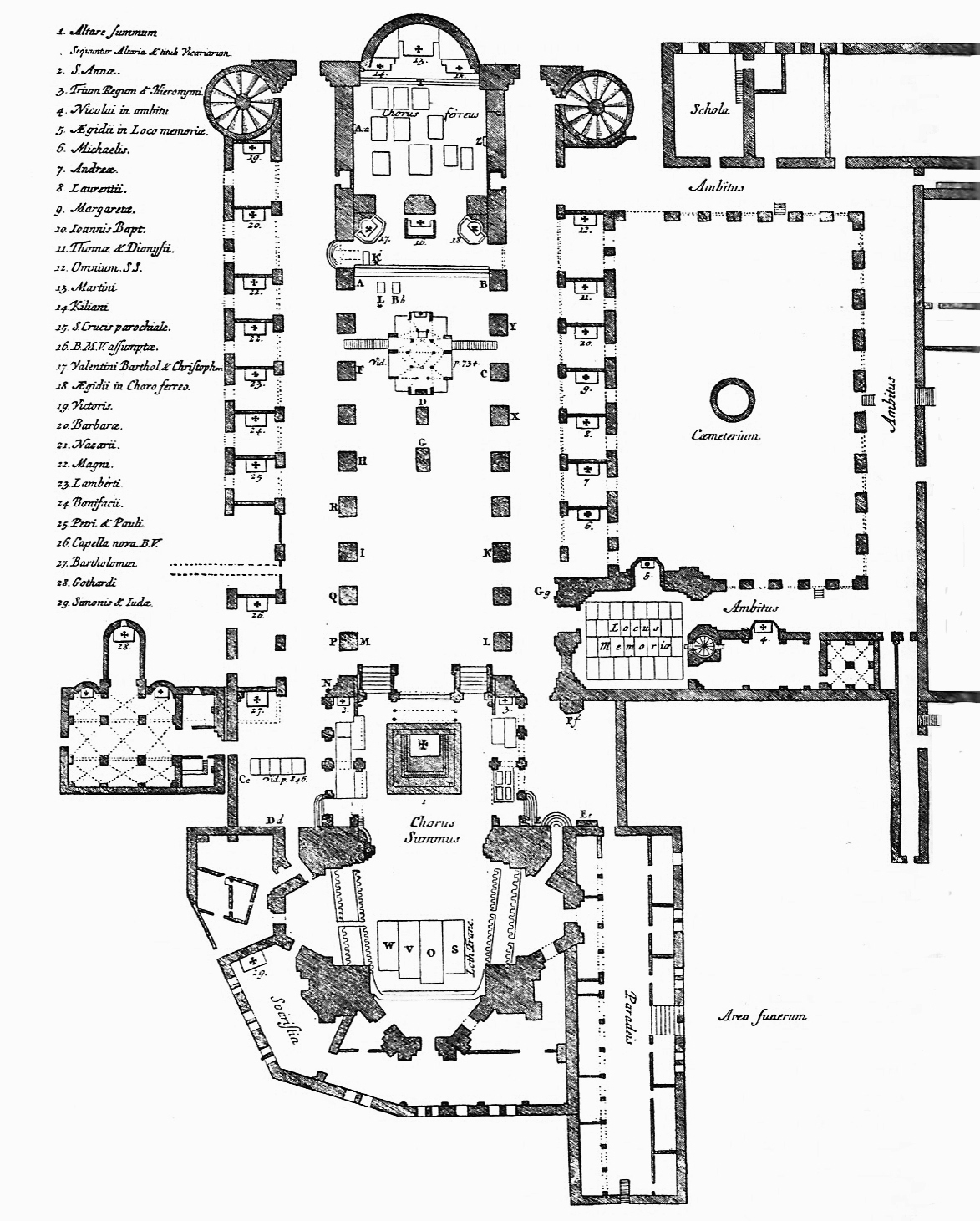
A mainzi dóm alaprajza a Gudenus kódexből

A mainzi dóm (St. Martin und St. Stephan) a Felső- és Közép-rajnai vidék román stílusú építőművészetének egyik legnagyszerűbb alkotása. 
A dóm építése, mely sok királyi koronázás színtere is volt Willgis érsek (975–1011) idejéig nyúlik vissza. 
Az építkezés első szakasza még 1036-ban, Bardo érsek alatt lezárult, de hamarosan, 1081 után tovább bővült, majd később újabb alakot nyert.
Nyugati középboltozata véglegesen 1239-ben készült el, északi portálja pedig a 13. század elejéről való, míg bronzból készült kapuszárnyai közel ezer évesek.
A kétemeletes Gotthard-kápolnát (St. Gotthards-Kapelle) 1137-ben építették a dómhoz.
A mainzi érsekek 13–19. század közötti síremlékei a székesegyház belsejében, a főhajó oszlopain találhatók.

## Galéria

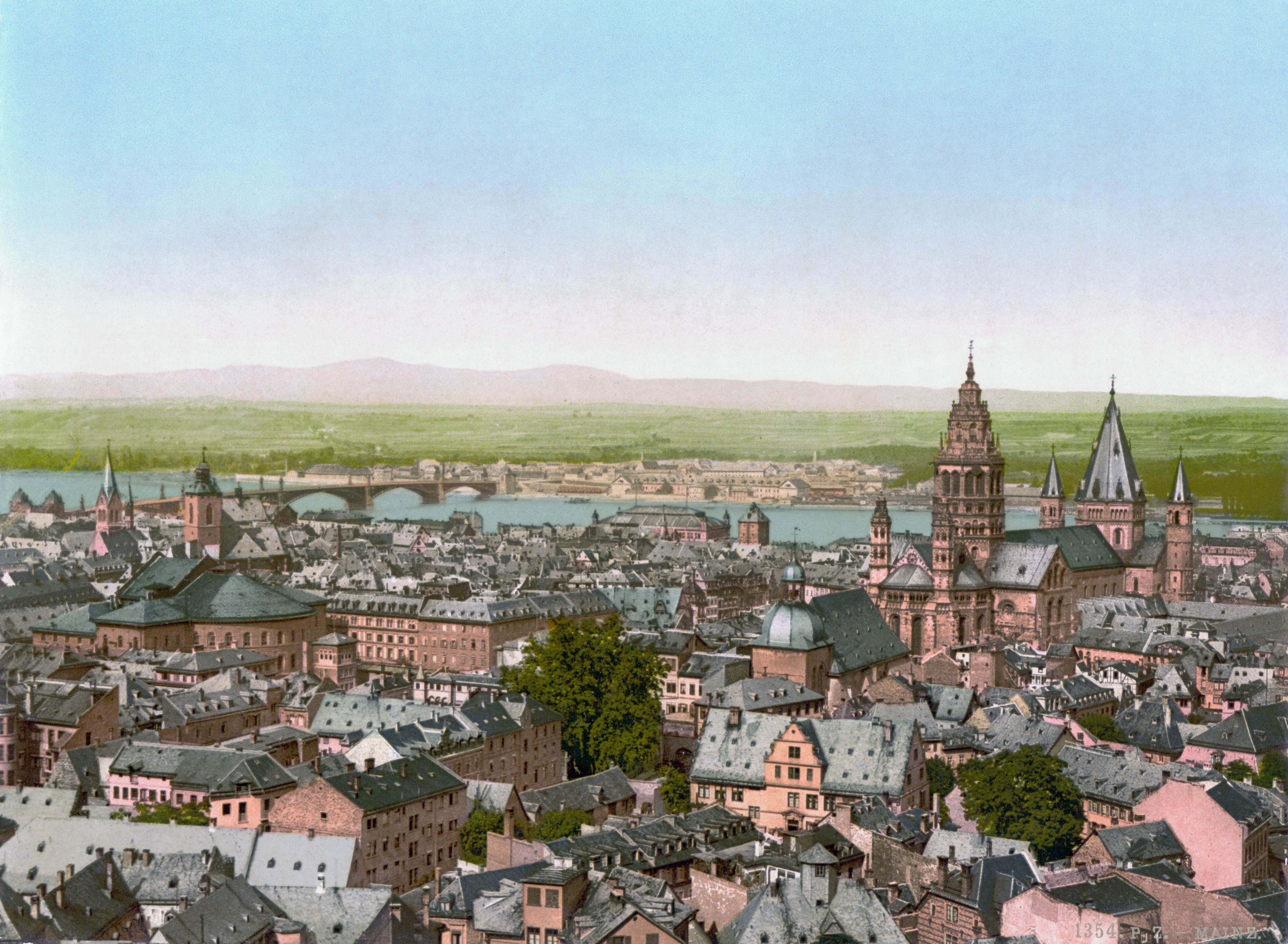
A dóm látképe
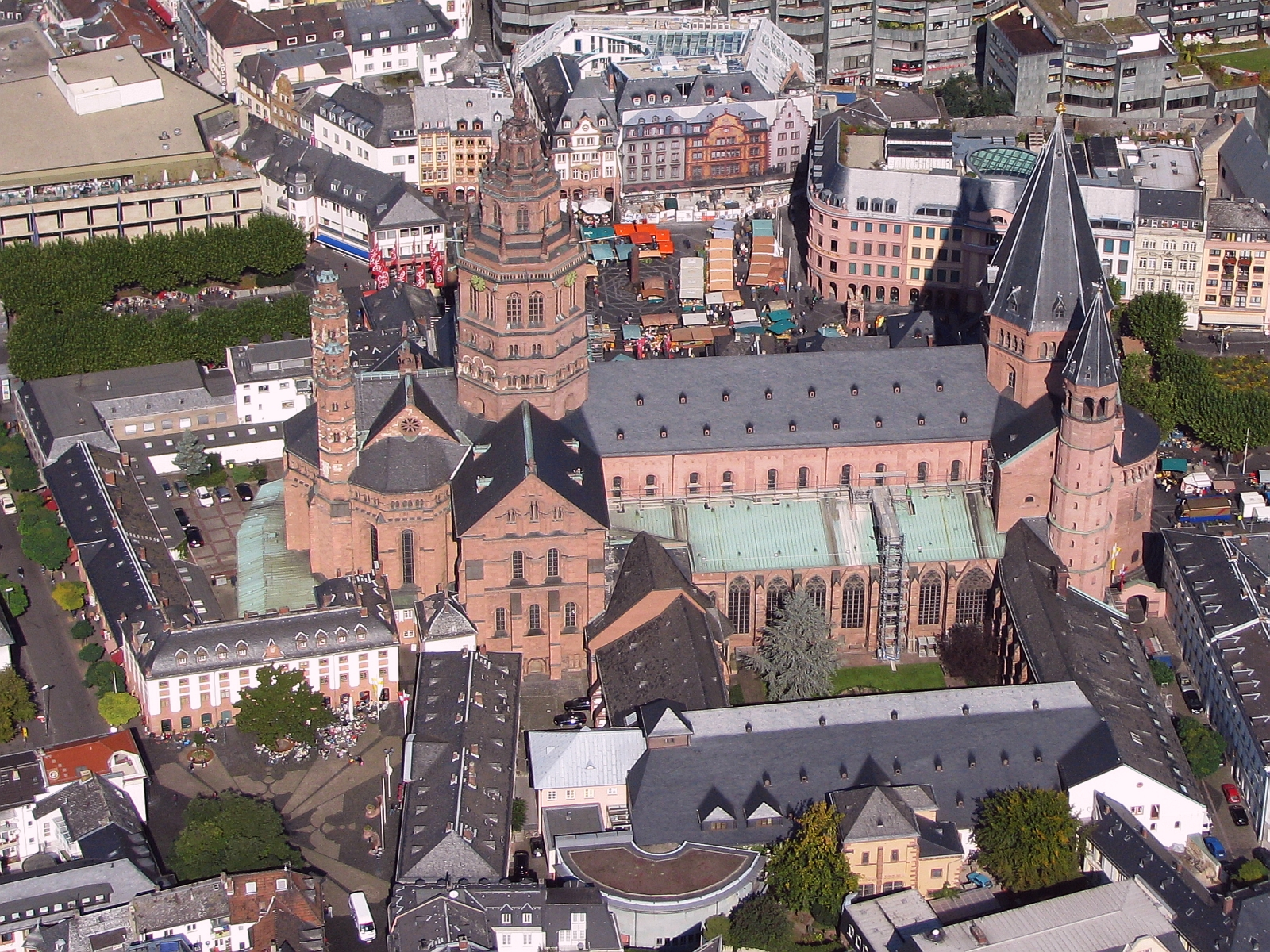
A dóm légifelvételről
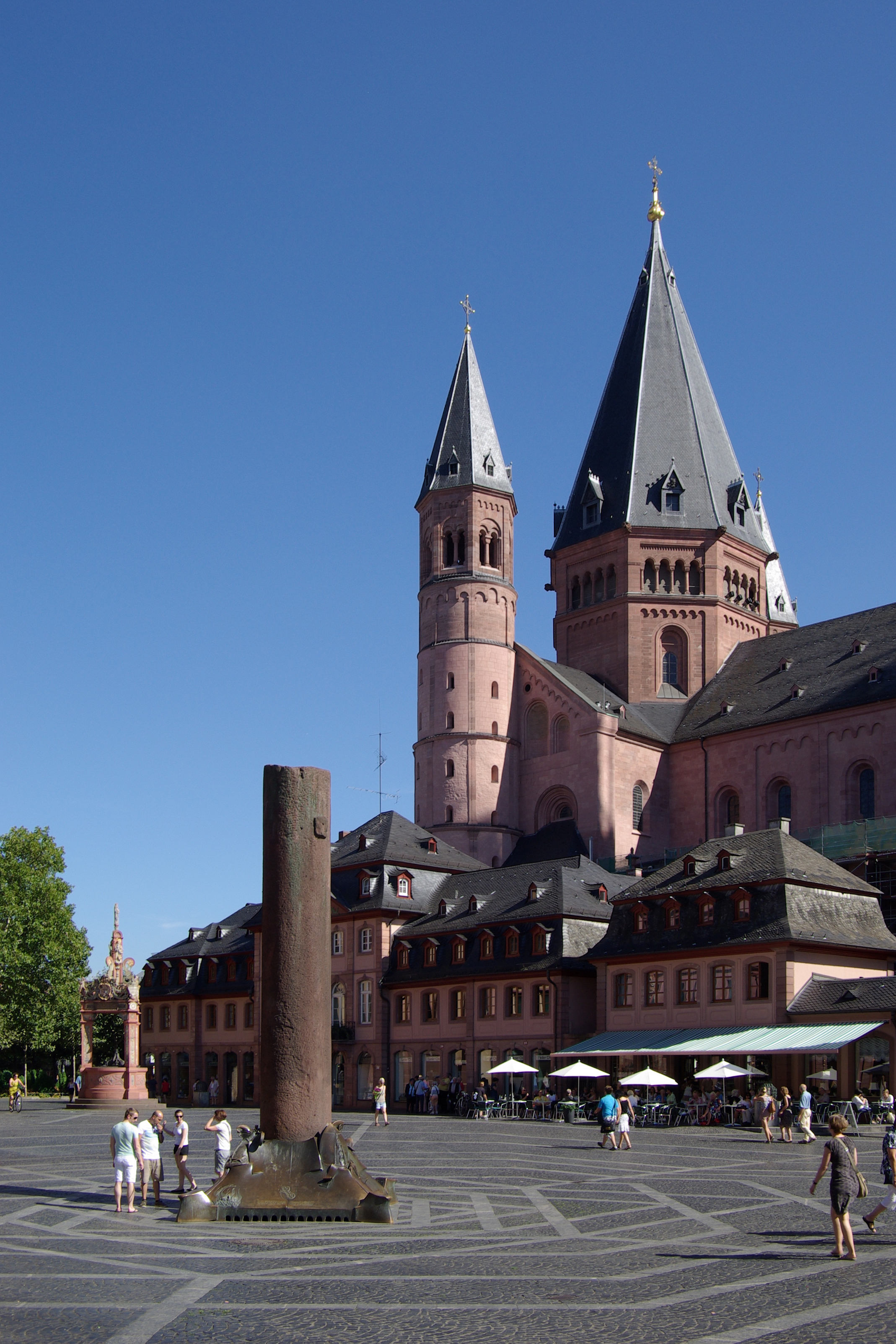
A Mainzi dóm
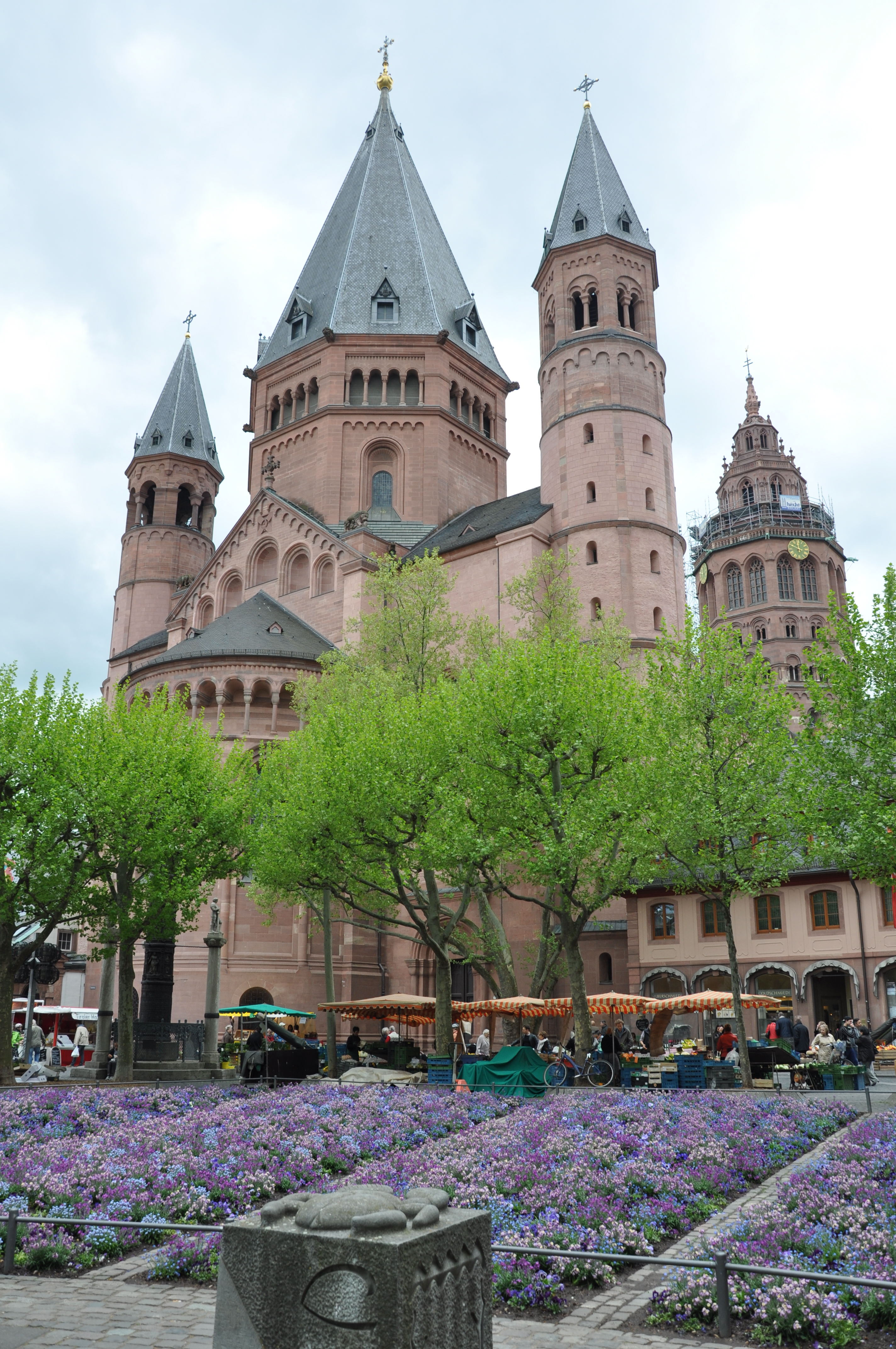
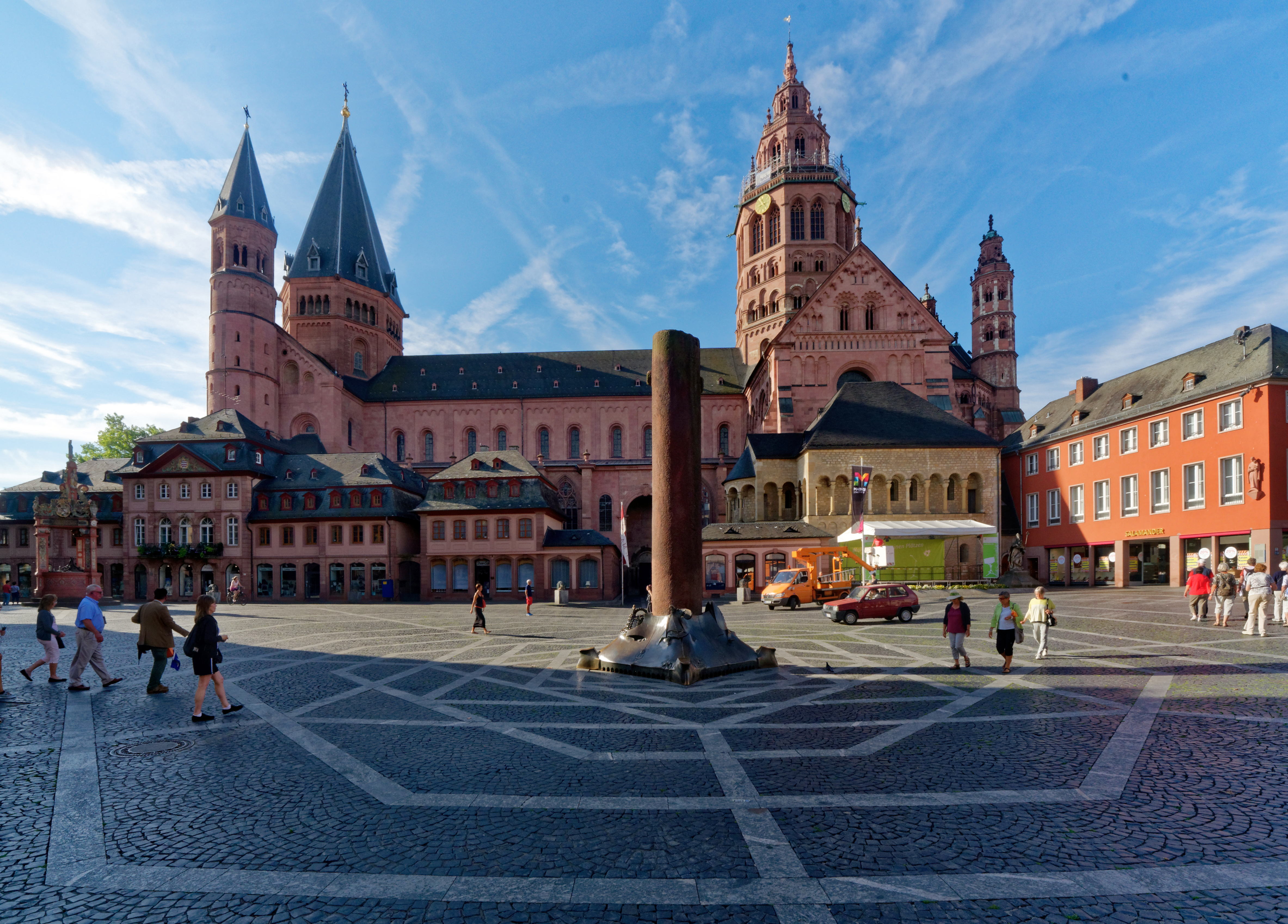
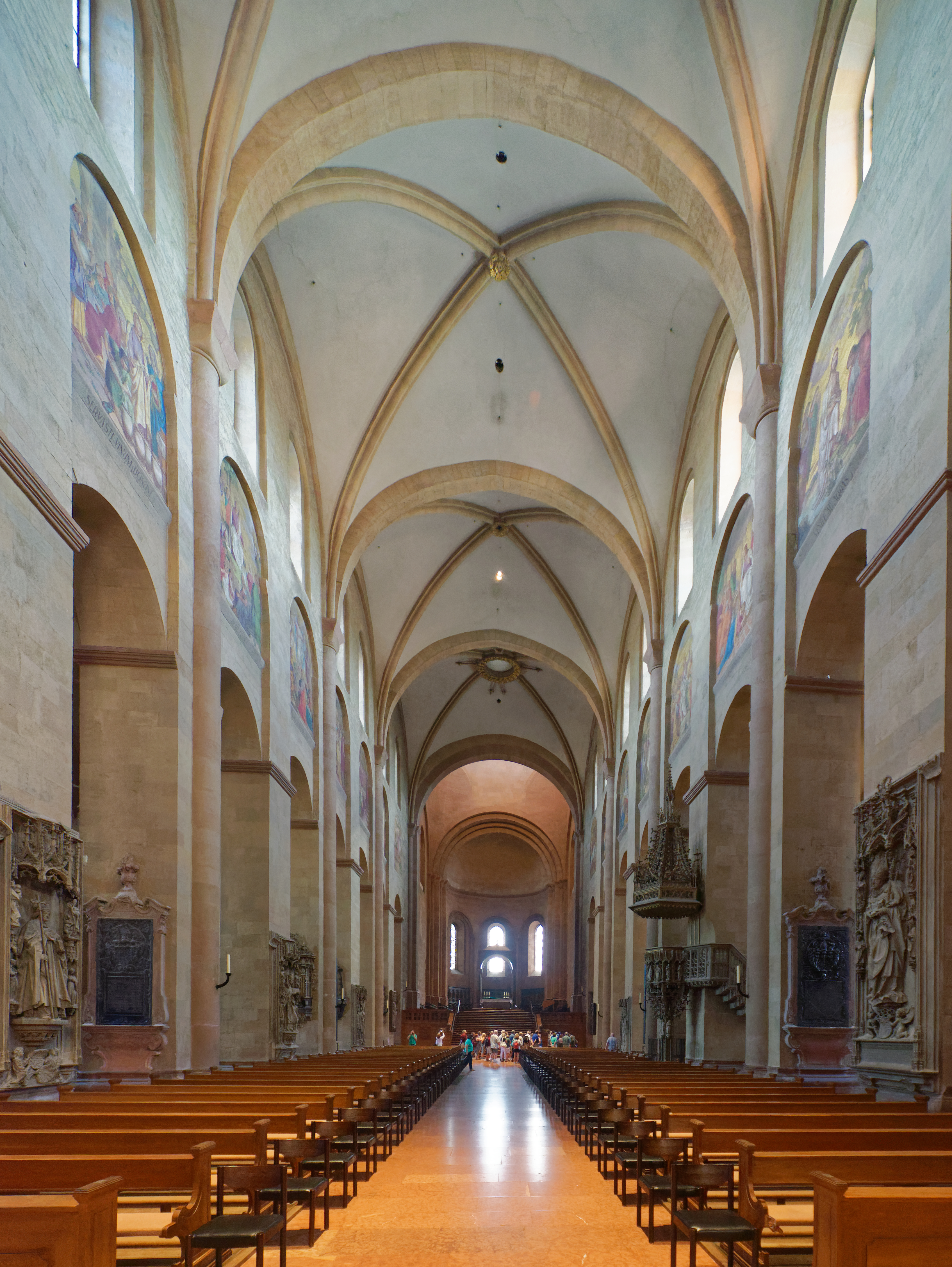
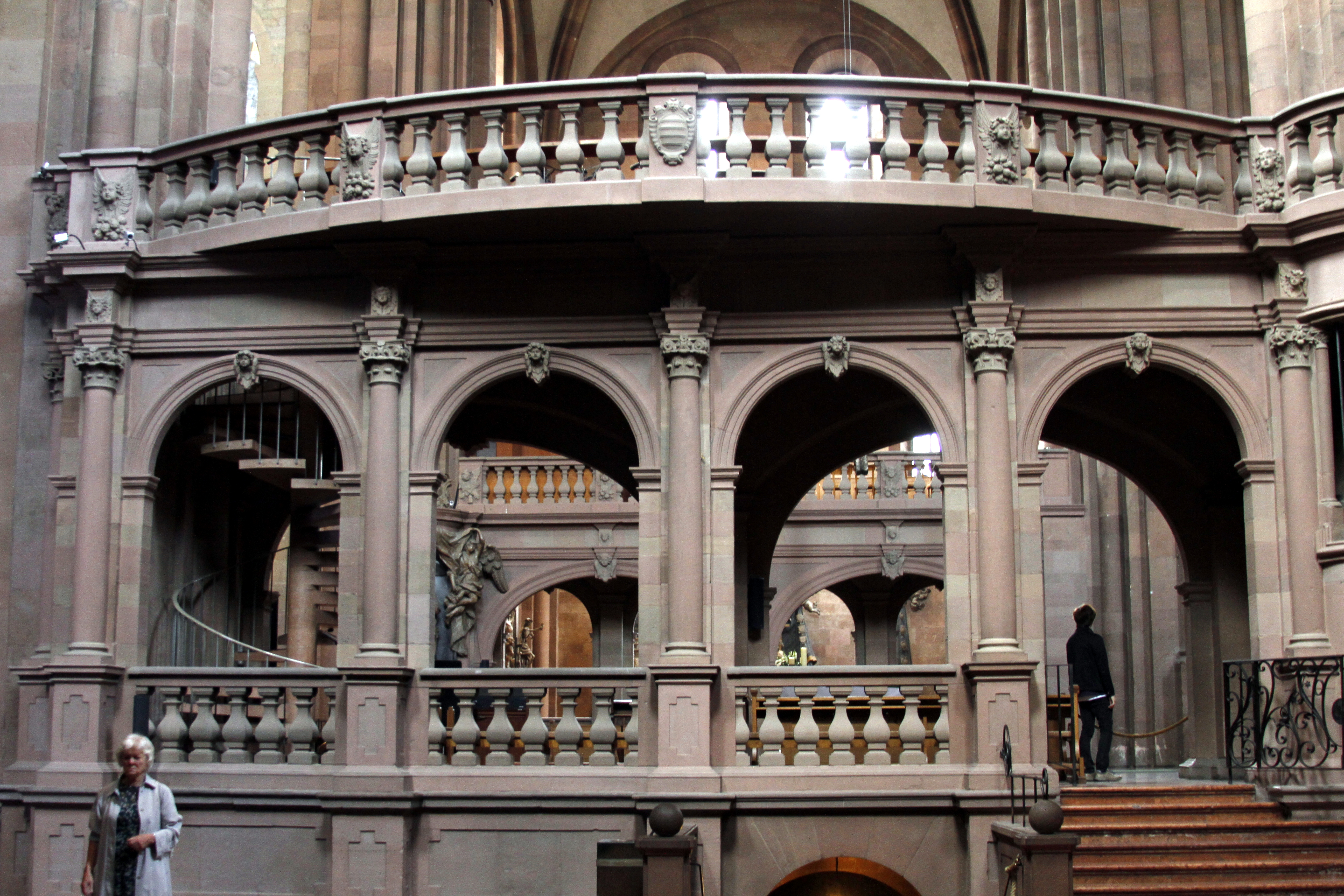
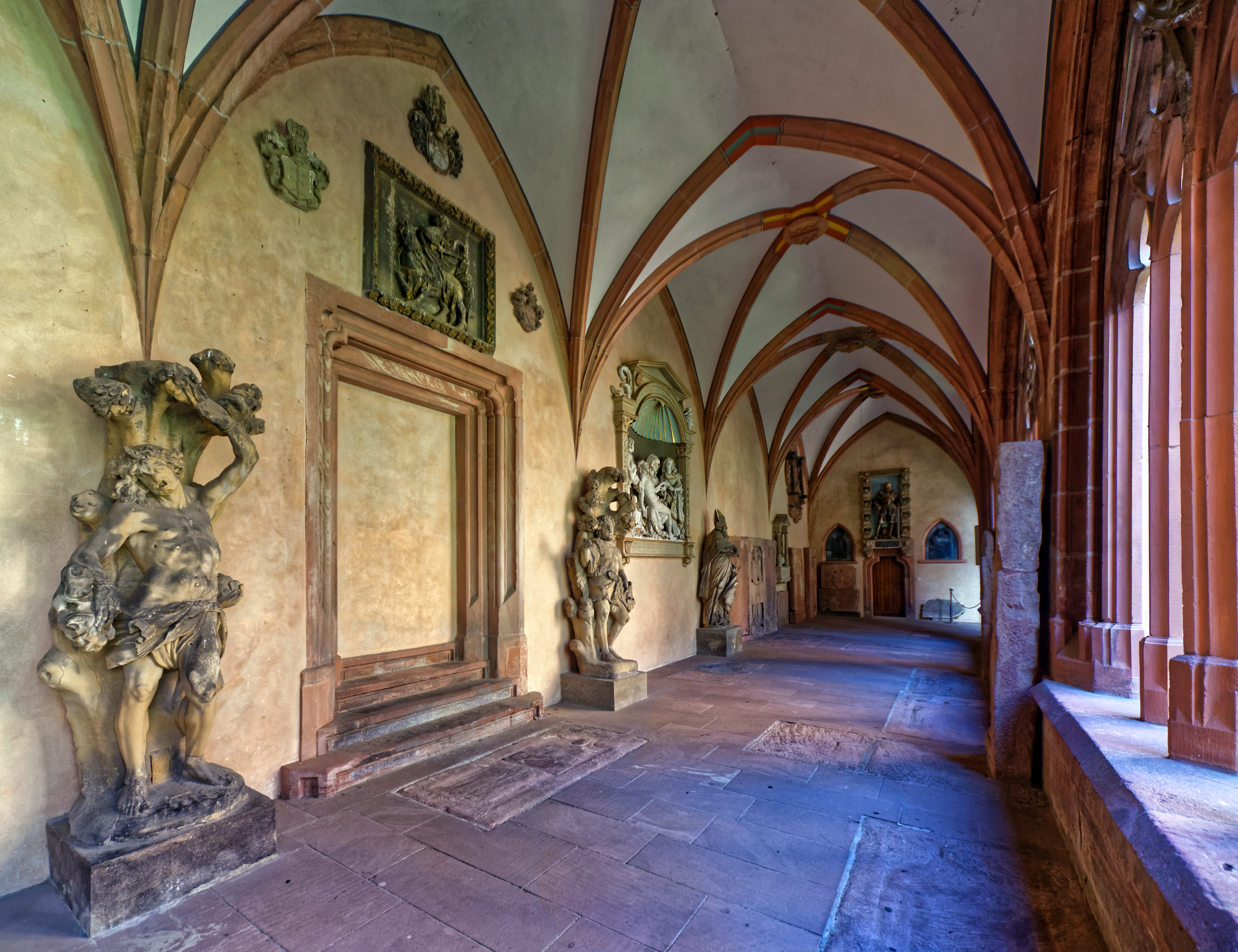
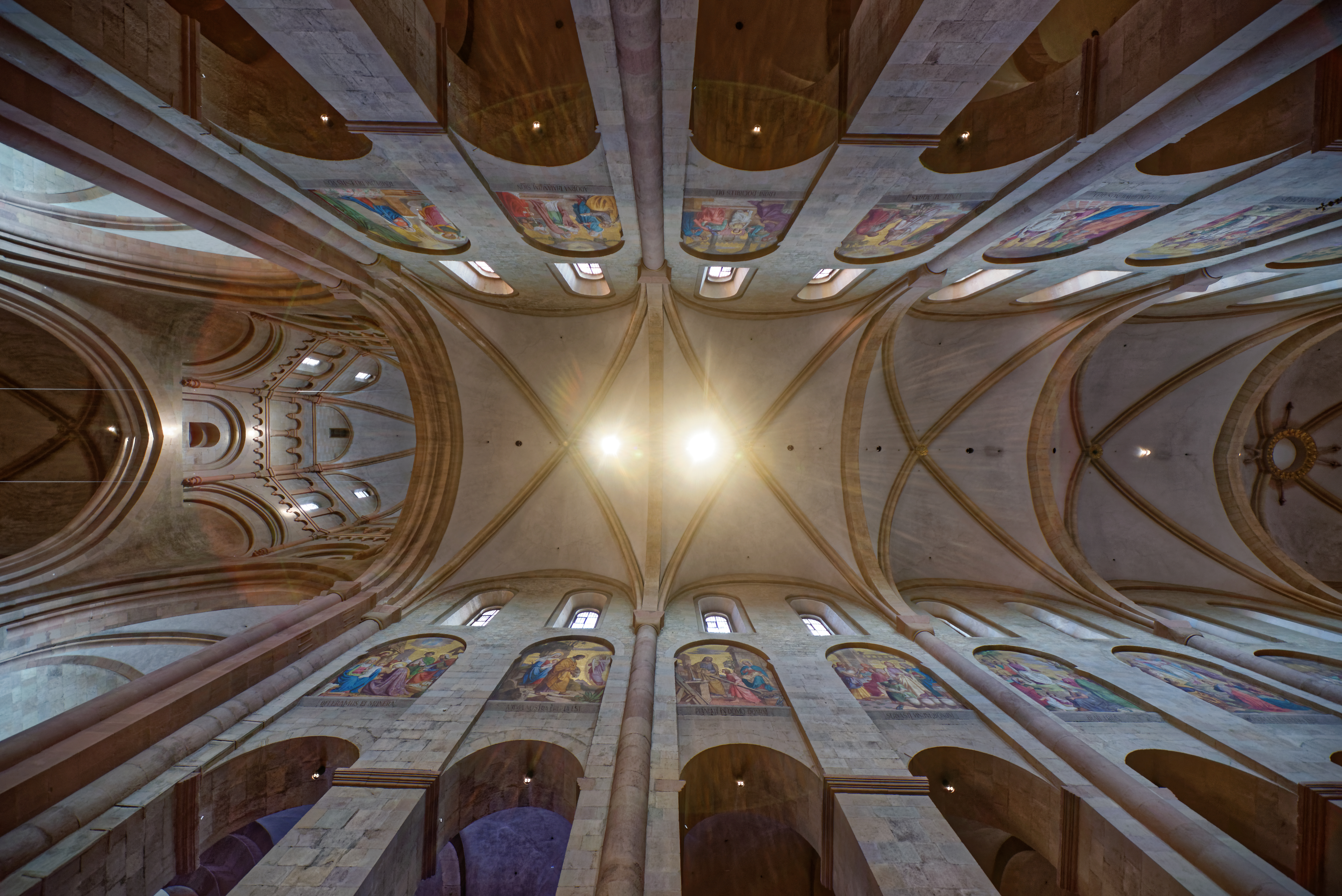
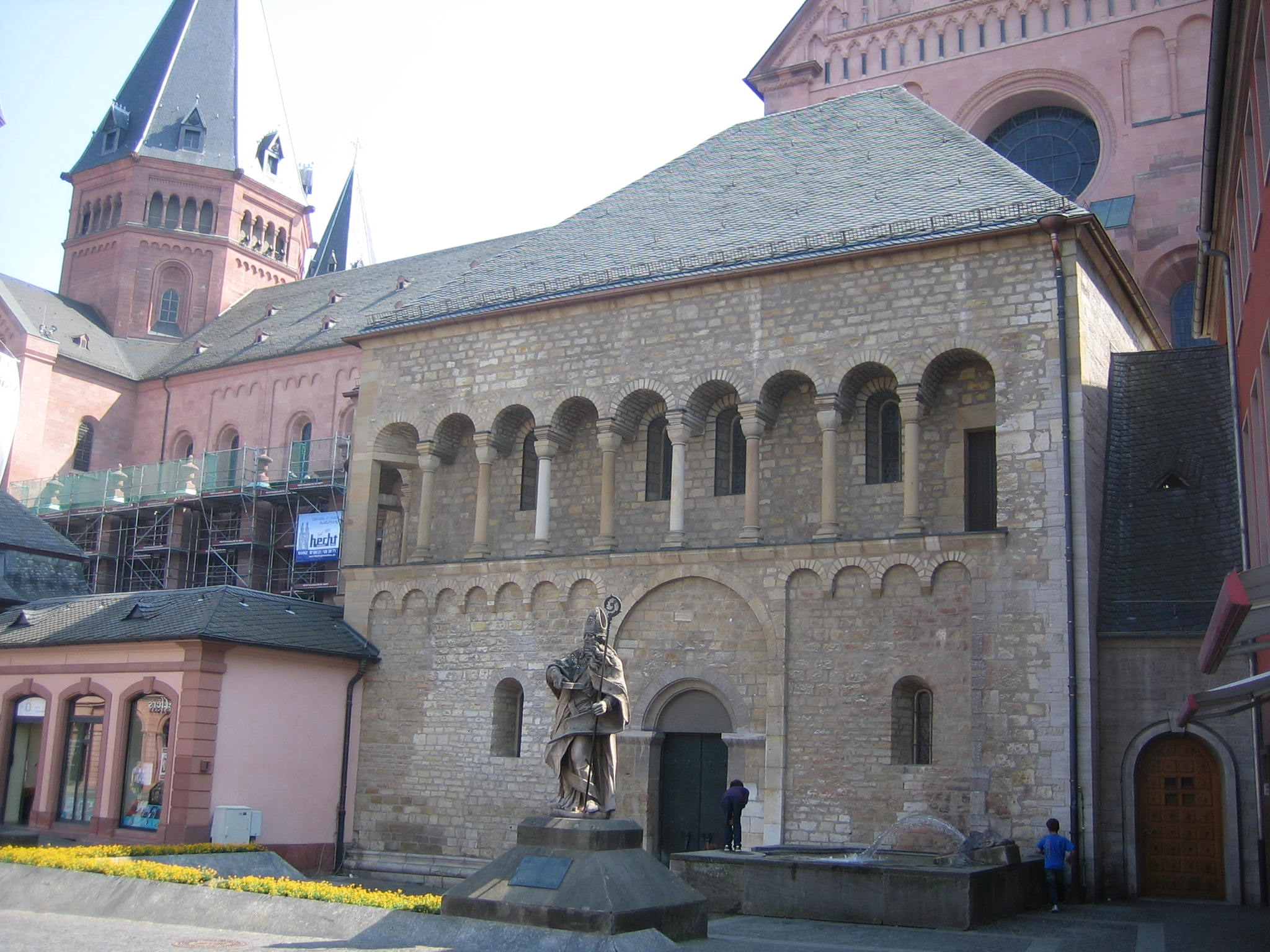
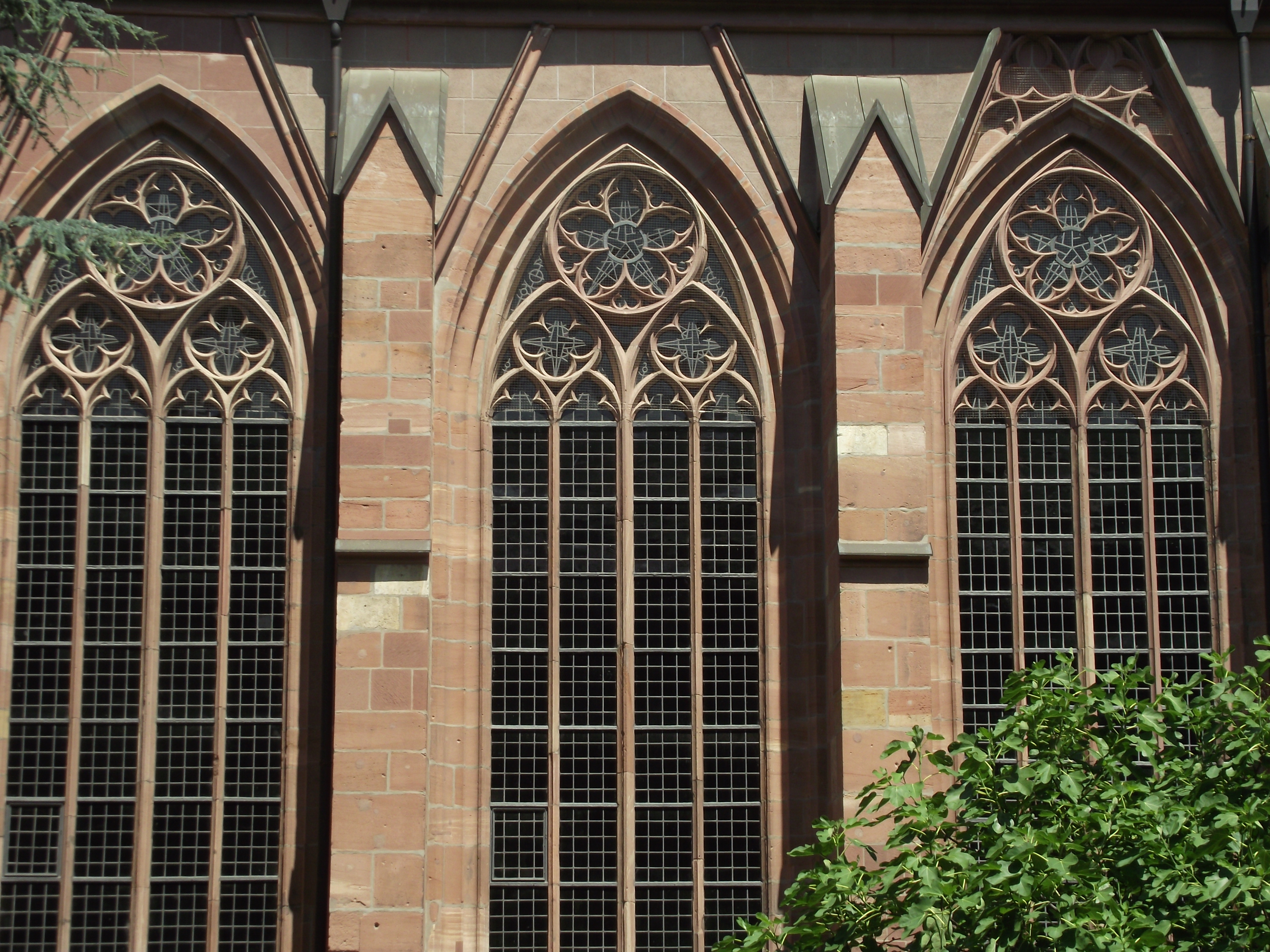
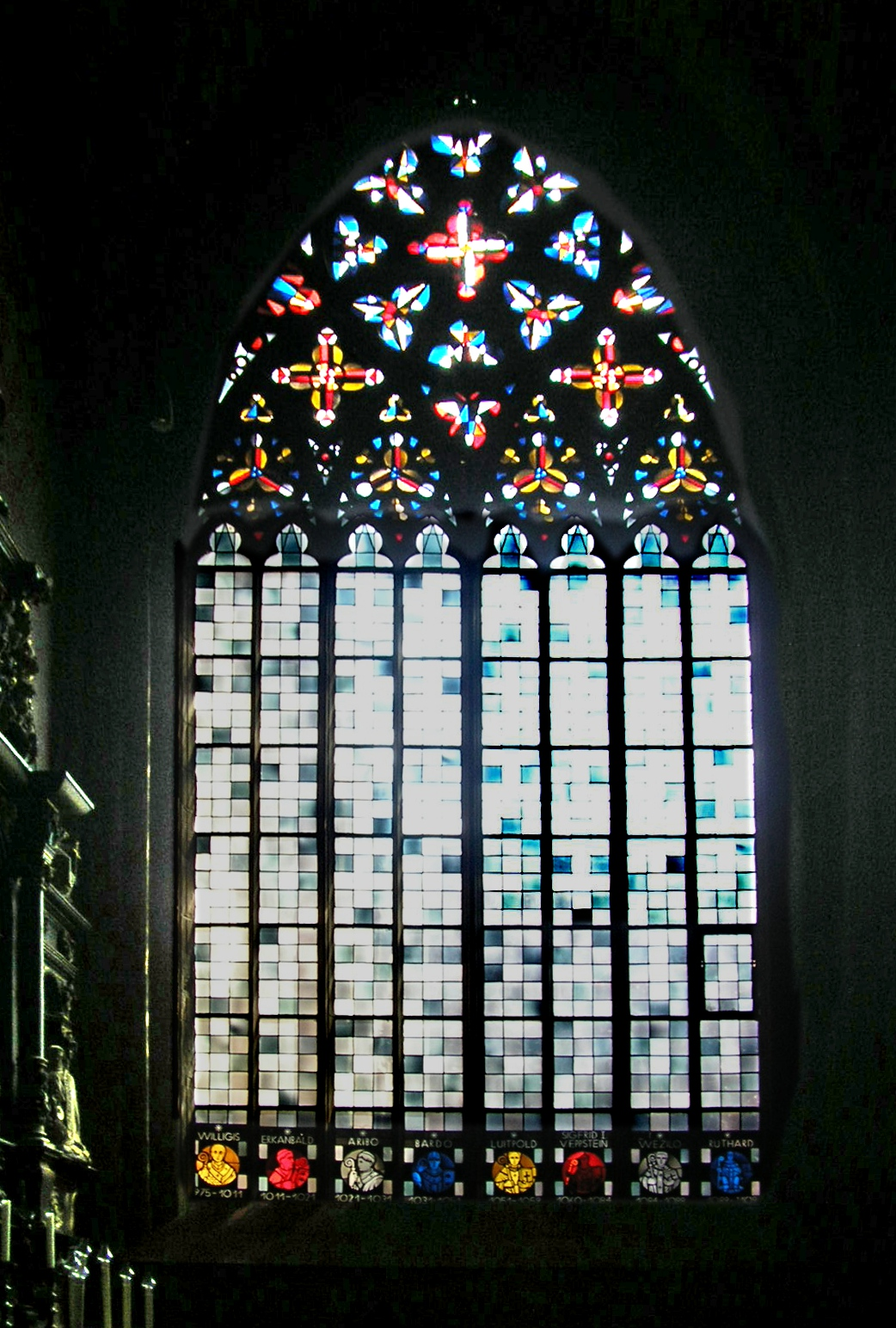
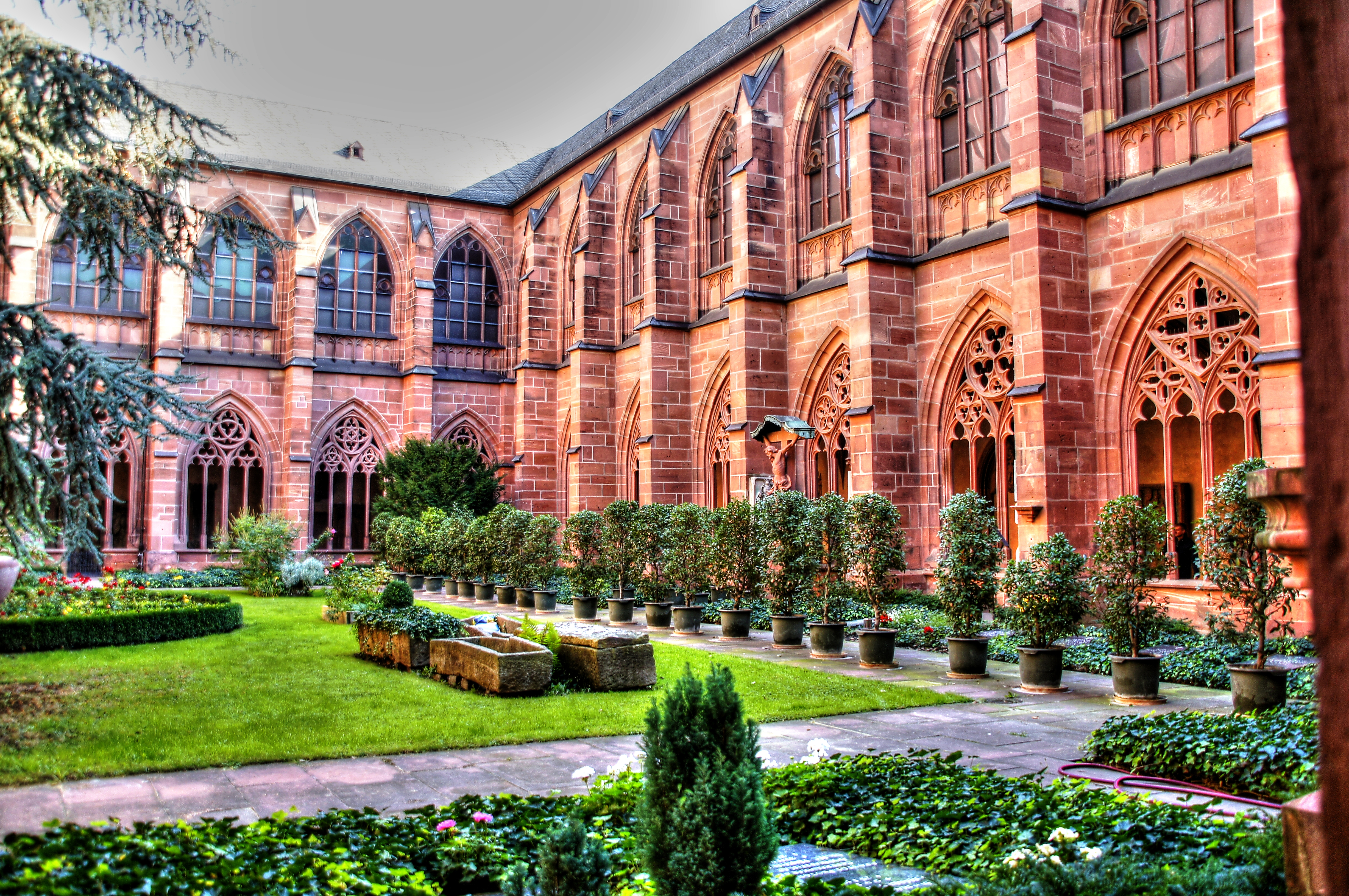
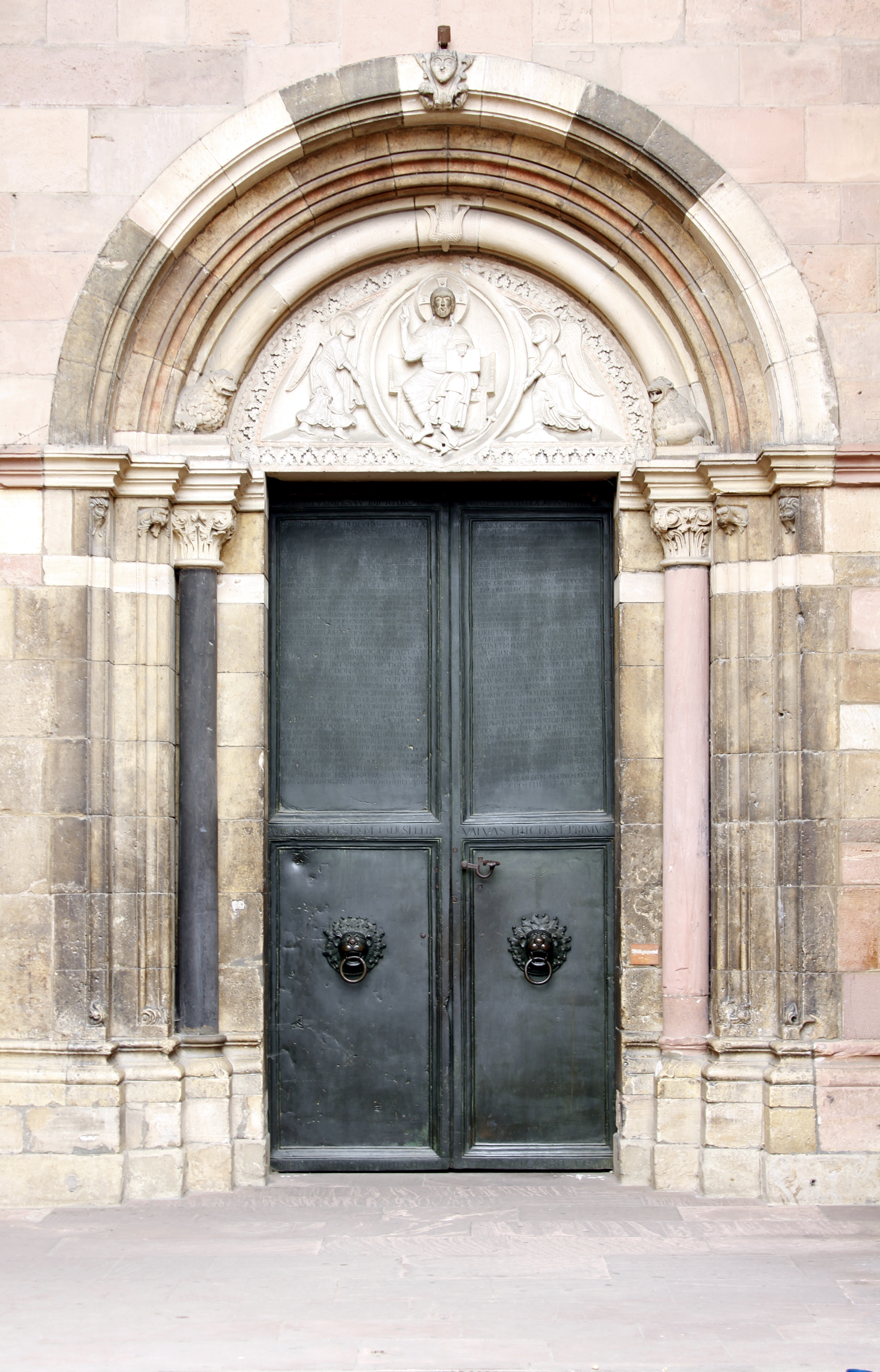
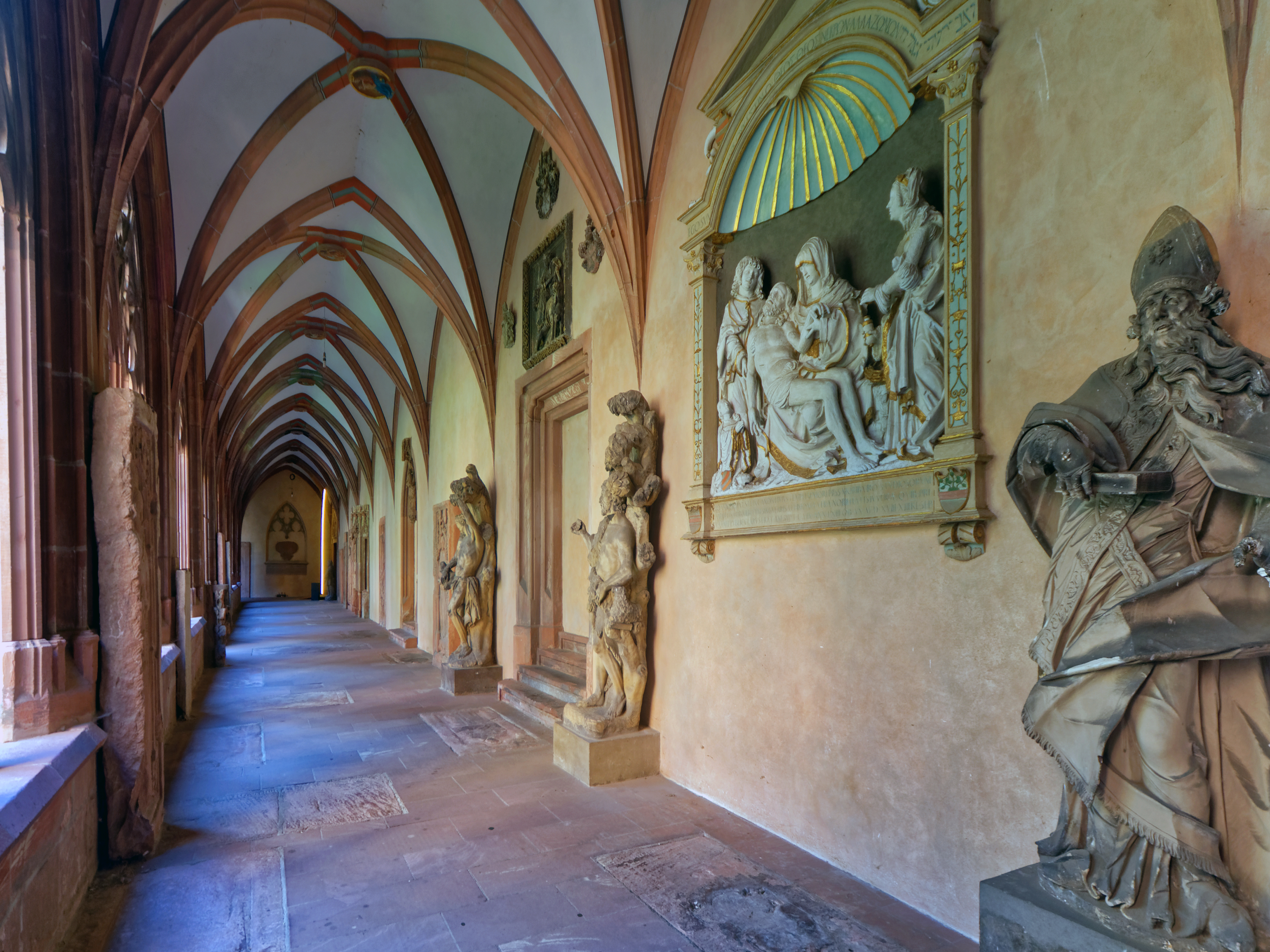
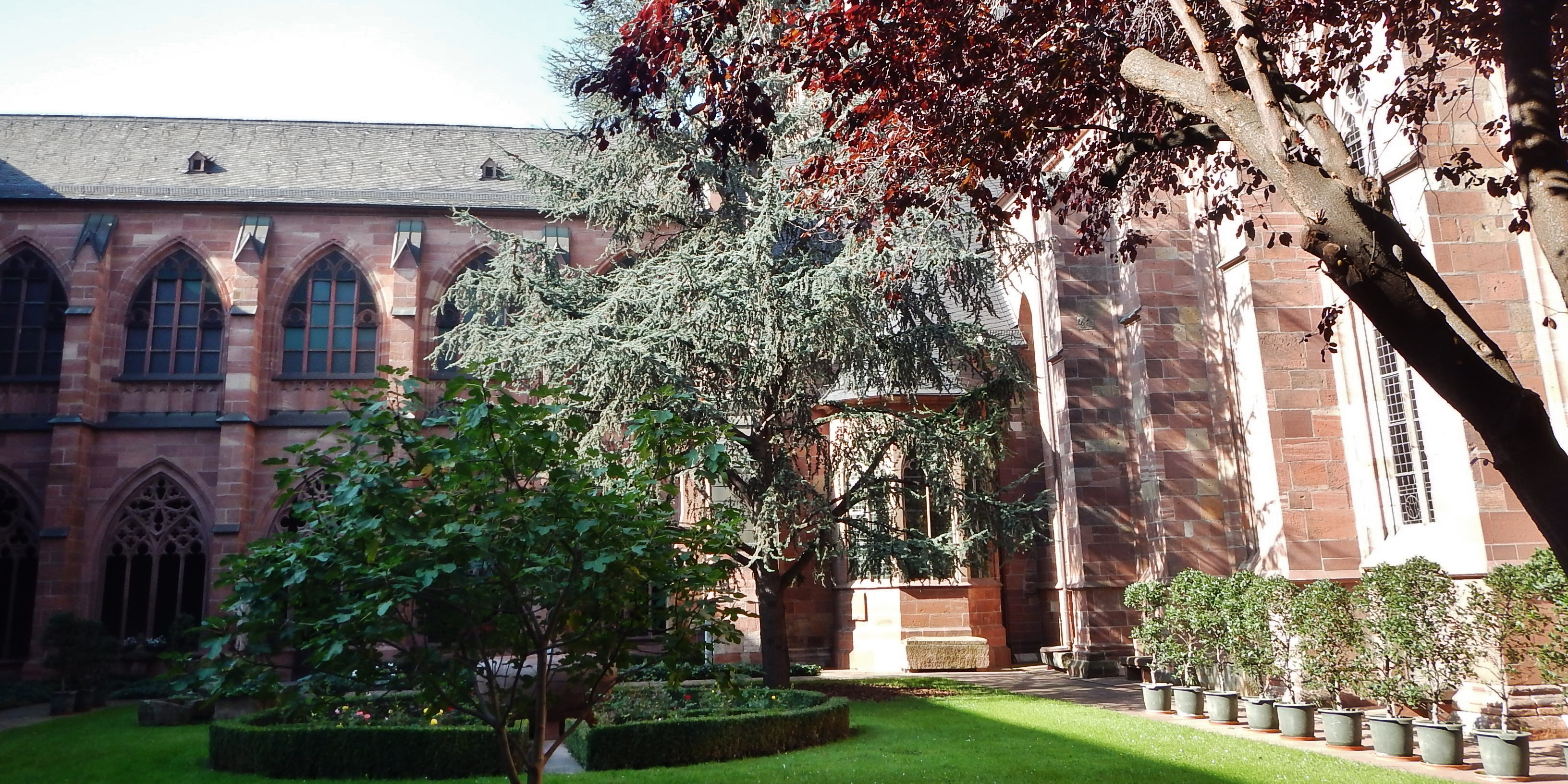

## Külső hivatkozások
- Mainz Online: Cathedral Archiválva 2015. február 6-i dátummal a Wayback Machine-ben (extended history of the cathedral)
- Diocese of Mainz: Cathedral (another history of the cathedral; in German)
- Cathedral Museum Mainz (documentation of artefacts in the cathedral; in German)